# Гулбарга
Гулбарга је град у Индији у држави Карнатака. Према незваничним резултатима пописа 2011. у граду је живело 532.031 становника.

## Становништво
Према незваничним резултатима пописа, у граду је 2011. живело 532.031 становника.
| 1991.   | 2001.   | 2011.   |
| ------- | ------- | ------- |
| 304.099 | 422.569 | 532.031 |